# Матинченко, Александр Николаевич
Александр Николаевич Матинченко (4 сентября 1927, Верхний Мамон, Павловский район, Воронежская область, РСФСР — 18 июня 1999, Московская область) — космонавт-испытатель Центра подготовки космонавтов имени Ю. А. Гагарина, подполковник ВВС запаса.

## Биография

### Образование
Родился 4 сентября 1927 года в селе Верхний Мамон, Павловский район, Воронежская область, в семье Матинченко Николая Федоровича, (1905—1971), заместителя командующего Воздушной армией Дальней авиации, и Матинченко Анастасии Семеновны, (1906—1991). Учился в средней школе посёлка Чкаловский Московской области. В 1943 году окончил 8 классов и поступил в 1-е Ленинградское военно-морское подготовительное училище (ВМПУ), которое окончил в 1945 году и поступил в Балашовское военное авиационное училище летчиков Дальней авиации (ВАУЛ). Окончив ВАУЛ в 1950 году поступил в вечернюю школу посёлка Остафьево Московской области и окончил её в 1953 году. В 1962 году окончил инженерный факультет Военно-воздушной инженерной академии (ВВИА) имени Н. Е. Жуковского, квалификация «инженер-механик».

### Служба
С февраля 1945 по ноябрь 1948 года служил радистом управления 73-й отдельной вспомогательной авиационной дивизии Дальней авиации ВВС. Затем с 1950 года служил летчиком, с 1954 года служил командиром корабля 89-го транспортного авиаполка 73-й ОВАД Дальней авиации ВВС.
Он совершил 3 вылета на американских самолетах С-47 в 1955 году, в 1956 году доставлял грузы на самолете Ли-2 в Венгрию для советских войск, которые участвовали в боевых действиях. Совершил в итоге 25 полетов.
В 1962 (до зачисления в отряд космонавтов) служил помощником ведущего инженера — испытателя Государственного Краснознаменного научно-испытательного института (ГКНИИ) ВВС им. В. П. Чкалова.

### Космическая подготовка
Пройдя медицинское обследование в Центральном военном научно-исследовательском авиационном госпитале (ЦВНИАГ) в 1962 году, и получив допуск Центральной врачебно-летной комиссии (ЦВЛК), 8 января 1963 года на заседании мандатной комиссии был рекомендован к зачислению в отряд космонавтов. 10 января 1963 года согласно Приказу Главкома ВВС № 14 он был зачислен в Центр подготовки космонавтов имени Ю. А. Гагарина в качестве слушателя-космонавта.
С января 1963 по январь 1965 года проходил общекосмическую подготовку (ОКП). За время подготовки дважды принимал участие в управлении пилотируемыми полетами в качестве оператора связи. 13 января 1965 года сдав экзамены по общекосмической подготовке, он получил квалификацию «космонавт ВВС», и 23 января 1965 года был назначен на должность космонавта 2-го отряда (военные космические программы).
В течение нескольких лет, с 1966-1971 год, проходил подготовку по программе «Алмаз» в составе группы космонавтов. 
С 11 апреля 1973 года — уволен из Вооруженных Сил в отставку.

### Профессиональная деятельность после космической подготовки
С мая по август 1973 года работал старшим редактором РИО ЦНИИ-30.
С 29 августа-17 декабря 1973 год — исполняющий обязанности старшего научного сотрудника 108 отдела Всесоюзного НИИ стандартизации (ВНИИС).
С 19 апреля 1974 года работал в Министерстве авиационной промышленности (МАП), сначала инспектором-уполномоченным Главного управления по качеству, надежности и ресурсам авиатехники, а с 28 октября 1975 года — инспектором-уполномоченным 11-го Главного управления. Затем работал там же экспертом 1-й категории (1990) и ведущим экспертом Главного управления эксплуатации авиационной техники (1991).
В 1992 году работал ведущим экспертом 2-го отдела госпредприятия «Авиапромсервис» Министерства промышленности РФ.
29 февраля 1992 года ушёл на пенсию.
Умер 19 июня 1999 года, похоронен на кладбище деревни Леониха.

### Воинские звания
- Лейтенант (09.12.1950);
- Старший лейтенант (05.11.1953);
- Капитан (28.04.1961), с 03.07.1962 — инженер-капитан.
- Инженер-майор (20.10.1964);
- Инженер-подполковник (29.04.1967), с 11.04.1973 — подполковник запаса.